# Carolina Cristofori
Carolina Cristofori in Piva (Rovigo, 1837 – Bologna, 25 febbraio 1881) fu una delle amanti del poeta Giosuè Carducci, che la immortalò in alcune poesie (tra cui la celebre Alla stazione in una mattina d'autunno) con il senhal “Lidia”. 
La relazione tra i due è testimoniata da un fitto carteggio, più volte edito.

## Biografia

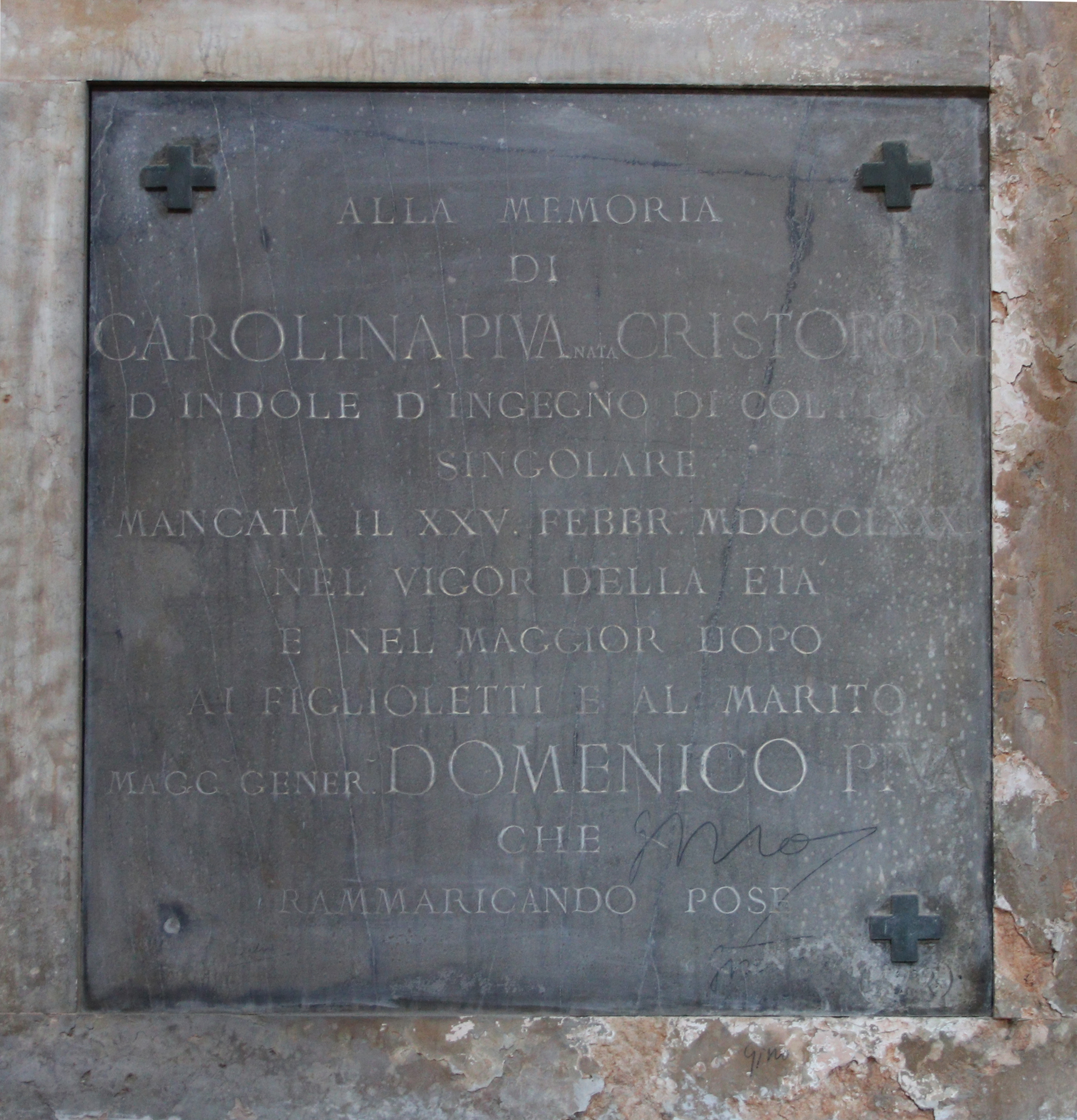
Epigrafe della lapide presso la Certosa di Bologna, Loggia del Colombario, lato ovest

Nata a Rovigo da una famiglia di origine mantovana, studiò a Verona. Si sposò con il colonnello Domenico Piva, garibaldino, da cui ebbe dei figli, vivendo con lui prima in Sicilia, poi a Milano e a Bologna.
Carducci si innamorò di Carolina all'età di 36 anni, lei ne aveva due di meno. La relazione extraconiugale durò fino al 1878.
Carolina Cristofori morì di tubercolosi nel 1881 a Bologna.

## Cultura di massa
La storia d'amore tra Carducci e “Lina” è narrata nel romanzo storico di Marco Sterpos Il poeta, la donnissima e il generale. Il grande amore di Giosuè Carducci.